# 2023年世界水泳選手権アンドラ選手団
2023年世界水泳選手権アンドラ選手団は、2023年7月14日から7月30日まで日本の福岡で開催された第20回世界水泳選手権のアンドラ選手団、およびその競技結果。

## 選手団
- 人員: 選手 2人

## 選手名簿・結果
| 選手             | 種目               | 予選      | 予選 | 準決勝   | 準決勝   | 決勝     | 決勝     |
| 選手             | 種目               | 結果      | 順位 | 結果     | 順位     | 結果     | 順位     |
| ---------------- | ------------------ | --------- | ---- | -------- | -------- | -------- | -------- |
| トマス・ロメロ   | 男子100m自由形     | 52秒53    | 76位 | 予選敗退 | 予選敗退 | 予選敗退 | 予選敗退 |
| トマス・ロメロ   | 男子100mバタフライ | 55秒60    | 54位 | 予選敗退 | 予選敗退 | 予選敗退 | 予選敗退 |
| ナディア・トゥド | 女子100m平泳ぎ     | 1分13秒89 | 48位 | 予選敗退 | 予選敗退 | 予選敗退 | 予選敗退 |
| ナディア・トゥド | 女子200m平泳ぎ     | 2分38秒12 | 29位 | 予選敗退 | 予選敗退 | 予選敗退 | 予選敗退 |